# Погребение Христа
Погребе́ние Иису́са Христа́, Положе́ние во гро́б — описанные в Евангелиях похороны учениками тела Иисуса Христа после его крестной смерти, случившиеся вечером Страстной пятницы. Эпизод относится к числу Страстей Христовых, следует за Оплакиванием Христа и непосредственно предшествует сцене обнаружения пустой могилы, то есть является последним моментом, в котором ещё фигурирует земное тело Иисуса. Согласно христианскому вероучению, после погребения тела Христа Его душа спустилась в ад для победы над смертью и спасения ветхозаветных праведников.
Погребение Христа получило своё отражение в богословских сочинениях, рассматривающих его как завершение искупительной миссии Христа, а также в апокрифической литературе. В искусстве тема погребения отразилась в многочисленных живописных и скульптурных работах.

## Погребение

### Евангельское повествование
О погребении Иисуса Христа повествуют все четыре евангелиста, и каждый сообщает свои подробности. При этом из всех четырёх евангелистов только Матфей упоминает об опечатывании гробницы и приставлении к ней стражи.
| Евангелие                | Описание погребения |
| ------------------------ | --- |
| От Матфея (Мф. 27:57-66) | Когда же настал вечер, пришёл богатый человек из Аримафеи, именем Иосиф, который также учился у Иисуса; он, придя к Пилату, просил тела Иисусова. Тогда Пилат приказал отдать тело; и, взяв тело, Иосиф обвил его чистою плащаницею и положил его в новом своём гробе, который высек он в скале; и, привалив большой камень к двери гроба, удалился. Была же там Мария Магдалина и другая Мария, которые сидели против гроба. На другой день, который следует за пятницею, собрались первосвященники и фарисеи к Пилату и говорили: господин! Мы вспомнили, что обманщик тот, ещё будучи в живых, сказал: после трёх дней воскресну; итак прикажи охранять гроб до третьего дня, чтобы ученики Его, придя ночью, не украли Его и не сказали народу: воскрес из мёртвых; и будет последний обман хуже первого. Пилат сказал им: имеете стражу; пойдите, охраняйте, как знаете. Они пошли и поставили у гроба стражу, и приложили к камню печать. |
| От Марка (Мк. 15:42-47)  | И как уже настал вечер, — потому что была пятница, то есть [день] перед субботою, — пришёл Иосиф из Аримафеи, знаменитый член совета, который и сам ожидал Царствия Божия, осмелился войти к Пилату, и просил тела Иисусова. Пилат удивился, что Он уже умер, и, призвав сотника, спросил его, давно ли умер? И, узнав от сотника, отдал тело Иосифу. Он, купив плащаницу и сняв Его, обвил плащаницею, и положил Его во гробе, который был высечен в скале, и привалил камень к двери гроба. Мария же Магдалина и Мария Иосиева смотрели, где Его полагали. |
| От Луки (Лк. 23:50-56)   | Тогда некто, именем Иосиф, член совета, человек добрый и правдивый, не участвовавший в совете и в деле их; из Аримафеи, города Иудейского, ожидавший также Царствия Божия, пришёл к Пилату и просил тела Иисусова; и, сняв его, обвил плащаницею и положил его в гробе, высеченном [в скале], где ещё никто не был положен. День тот был пятница, и наступала суббота. Последовали также и женщины, пришедшие с Иисусом из Галилеи, и смотрели гроб, и как полагалось тело Его; возвратившись же, приготовили благовония и масти; и в субботу остались в покое по заповеди. |
| От Иоанна (Ин. 19:38-42) | После сего Иосиф из Аримафеи — ученик Иисуса, но тайный из страха от Иудеев, — просил Пилата, чтобы снять тело Иисуса; и Пилат позволил. Он пошёл и снял тело Иисуса. Пришёл также и Никодим, — приходивший прежде к Иисусу ночью, — и принёс состав из смирны и алоя, литр около ста. Итак они взяли тело Иисуса и обвили его пеленами с благовониями, как обыкновенно погребают Иудеи. На том месте, где Он распят, был сад, и в саду гроб новый, в котором ещё никто не был положен. Там положили Иисуса ради пятницы Иудейской, потому что гроб был близко. |

Историки, изучая евангельский рассказ, приходят к выводу, что погребение Иисуса было выполнено в соответствии с иудейскими погребальными традициями того времени.

### Участники погребения
Согласно евангельскому повествованию, на погребении Иисуса присутствовали женщины и тайные ученики Христа из высшего слоя общества, то есть те, которые, в отличие от апостолов, меньше рисковали подвергнуться аресту:
- Иосиф Аримафейский (богатый человек, «знаменитый член совета», тайный ученик Христа): испросил у Пилата тело Иисуса для погребения, купил плащаницу, предоставил свою новую гробницу;
- Никодим (фарисей, «один из начальников Иудейских», тайный ученик Христа): принёс благовонный состав из смирны и алоя, чтобы умастить тело Иисуса (упоминается только Иоанном);
- Мария Магдалина;
- Мария Иосиева (у Матфея — другая Мария): по мнению ряда богословов (Иоанн Златоуст, Феофилакт Болгарский) это Богородица: «Мария, мать Иакова и Иосии есть Пресвятая Богородица, поелику Иаков и Иосия были дети Иосифа от первой его жены. А как Богородица называлась женой Иосифа, то по праву называлась и матерью, то есть мачехою детей его». При этом также существует мнение, что это была Мария, жена Клеопы, сестра Богоматери.[3]

### Апокрифические сказания

#### Евангелие от Петра
В апокрифическом «Евангелие от Петра», написанном в первой половине II века, единственным участником погребения Иисуса выступает Иосиф Аримофейский:

И тогда вытащили гвозди из рук Господа и положили Его на землю. И земля вся сотряслась, и начался великий страх. Тогда солнце засветило, и стало ясно, что час ещё девятый. Обрадовались иудеи и отдали Иосифу тело Его, чтобы он похоронил тело, ибо видел, сколько благого содеял (Он). Взял же он Господа, обмыл и обернул пеленой и отнёс в свою собственную гробницу, называемую садом Иосифа.
— Евангелие от Петра (6:21-24)
Автор апокрифа сообщает о выставлении рядом с гробницей охраны и о её опечатывании, повторяя тем самым рассказ евангелиста Матфея. При этом называется имя центуриона, направленного Пилатом для охраны гроба. Им был некий Петроний. Православное предание считает, что в числе стражи у гроба был сотник Лонгин, участвовавший в распятии Иисуса и пронзивший его рёбра своим копьём.

#### Евангелие от Никодима
Апокрифическое «Евангелие от Никодима» (самые ранние версии датируются IV веком), написанное от лица одного из участников захоронения, придерживается канонических подробностей о погребении. Затем в тексте рассказывается, что Иосиф Аримафейский за участие в похоронах и предоставление гробницы был арестован иудеями:

И заперли на засов двери темницы, и стражей поставили Анна и Каиафа. И совет держали священники и левиты, чтобы собраться всем после дня субботнего и решить, какой смерти предать Иосифа. Когда же собрались все вместе, приказали Анна и Каиафа привести Иосифа. Они же, видя, что затворы целы, открыли запертые двери и не нашли Иосифа. Увидев это, устрашились, ибо нашли темницу затворённой, Иосифа же не нашли. И ушли Анна и Каиафа.

После распространения слухов о Воскресении, вызвавшем панику у иудеев, Никодим, который был тайным учеником, занимая при этом видный пост, даёт священникам совет, который позволяет ему защитить Иосифа, оказавшегося к этому времени дома, в Аримафее, от дальнейших нападок.

#### «Страсти Христовы»
В старообрядческом сборнике XVII века «Страсти Христовы», составленном на основе раннехристианских апокрифов, приводится подробный рассказ «О положении во гроб Господа Бога и Спаса нашего Исуса Христа Сына Божия и о погребении Его, и о плаче Пресвятая Богородицы над гробом».
Основу повествования составляет плач Богородицы над телом сына: она призывает плакать с ней всех матерей, вдов и сирот, старцев, небесные светила и небеса, ангелов:

О солнце незаходимое Боже мой превечный, и творче всем и зиждителю всей твари, како во гроб зайде; не глаголеши ли слово рабе своей сыне и Боже; не ущедриши ли Владыко тебе родьжия; помышляю бо яко ктому не услышу гласа твоего, и ниже узрю доброты лица твоего.

В ответ на страдания своей матери Иисус втайне обращается к ней со словами утешения: «О мати моя Марие, не рыдай мне зрящи во гробе… воскресну и тебе возвеличу яко Бог небесе и земли, и падшаго Адама введу в царство небесное…». Плач Богородицы лёг в основу православного канона «На плач Пресвятой Богородицы», читаемого в Великую пятницу перед плащаницей (см. ниже раздел «Богослужебное почитание»).
В отличие от евангельского повествования, одним из участником погребения Христа в «Страстях Христовых» упоминается Иоанн Богослов. Это оказало влияние на иконографию данного сюжета, где у тела Христа всегда присутствует фигура этого молодого апостола.

### В исламе
Ислам, почитая Иисуса как пророка Ису, считает, что он не был убит, а следовательно и не был погребён. В Коране (сура 4 «Женщины») об этом говорится так: «Аллах покарал их… за их слова: „Воистину, мы убили Мессию, Ису, сына Марйам, посланника Аллаха“ (но они не убили его и не распяли, а это только показалось им); воистину, те, которые расходятся во мнениях по этому поводу, находятся в сомнении и не ведают ничего о том, а лишь следуют за догадками. А они, конечно же, не убивали его. Это Аллах вознёс его к себе…».
Мусульмане верят, что Иса был взят живым на небо и вернётся перед страшным судом, чтобы сразиться с Даджалем. Победив его, Иса, по мнению мусульманских богословов, проживёт на земле 40 лет, а затем умрёт и будет похоронен рядом с пророком Мухамедом в Медине.

## Пророчества о погребении Христа
Христианская традиция связывает два библейских пророчества с указанием на погребение Иисуса Христа:
- Ветхий Завет: Ему назначали гроб со злодеями, но Он погребён у богатого, потому что не сделал греха, и не было лжи в устах Его (Ис. 53:9). Пророчество указывает на погребение Иисуса в гробе Иосифа Аримафейского (богатого человека, члена Синедриона).
- Новый Завет: Тогда некоторые из книжников и фарисеев сказали: Учитель! хотелось бы нам видеть от Тебя знамение. Но Он сказал им в ответ: род лукавый и прелюбодейный ищет знамения; и знамение не дастся ему, кроме знамения Ионы пророка; ибо как Иона был во чреве кита три дня и три ночи, так и Сын Человеческий будет в сердце земли три дня и три ночи (Мф. 12:38-40). Пророчество указывает на самое погребение, а также на срок через который Иисус должен воскреснуть после погребения.

## Место и атрибуты погребения

### Гробница
По евангельскому тексту, тело Иисуса было погребено в пустой, ранее не использованной гробнице, которая была вырублена в скале, находившейся на земле в собственности Иосифа Аримафейского, около сада, близкого к Голгофе. Территория этого сада находилась за пределами городской стены Иерусалима того периода. По мнению историков, это было место бывших каменоломен, в которых богатые горожане приобретали себе гробницы.
Поиски пещеры, в которой было погребено тело Иисуса, были предприняты в 326 году по указанию императора Константина его матерью императрицей Еленой. Об открытии Гроба Господня сообщает Евсевий Кесарийский в своём труде «Жизнь Константина»: он был обнаружен под языческим храмом Афродиты, построенном римлянами.
К 335 году над пещерой был построен храм Гроба Господня, который в настоящее время представляет собой огромный архитектурный комплекс, включающий Голгофу с местом Распятия, Кувуклию, Кафоликон, подземный храм Обретения Животворящего Креста, храм святой равноапостольной Елены и несколько приделов.

### Камень помазания
Камень помазания (Благодати), на котором находилось тело Христово перед положением во гроб и было умащено благовонным составом из смирны и алоя, является священной реликвией. Как пишет историк Альфред Эдерсхайм, «перед входом в „гробницу“, внутри „пещеры“ имелся „дворик“ площадью около 7 кв. м., где обычно ставили тела на носилках и те, кто приносил его, собирались, чтобы отдать последние почести усопшему. Именно во „дворике“ гробницы происходило это торопливое бальзамирование». В настоящий момент находится в пределах Храма Гроба Господня и представляет собой обрамлённую каменную плиту. Над этим камнем горит восемь неугасимых лампад по числу представленных в храме христианских церквей.

### Плащаница
При погребении тело Иисуса было обвито новой плащаницей, а на голову был положен сударь (Ин. 20:7). Плащаница стала одной из главных христианских реликвий и до разграбления крестоносцами Константинополя в 1204 году (IV крестовый поход) плащаница хранилась в константинопольском храме Святой Софии и выставлялась для поклонения на Страстной седмице и каждую пятницу. Попав в Европу, она с конца XVI века стала храниться в специальном ковчеге в соборе Иоанна Крестителя в Турине и получила название Туринская плащаница. Рядом христиан Туринская плащаница почитается как одна из важнейших реликвий христианства. Для обозрения и поклонения паломникам Туринская плащаница открывается раз в четверть века.

## Богословское толкование

### Иоанн Златоуст
Иоанн Златоуст в своих сочинениях даёт следующие толкования событиям, связанным с погребением Иисуса Христа:
- Иосиф Аримафейский и Никодим, совершая погребение, всё же думали об Иисусе как о простом человеке: «Они приносят такие ароматы, которые преимущественно имели силу надолго сохранять тело и не давать ему скоро предаться тлению. Это показывает, что они не представляли о Христе ничего великого; тем не менее, однако же, в этом видна их великая любовь к Нему».[14] Также святитель замечает, что Иисуса погребали не как преступника, но, — по обычаю иудейскому, — великолепно, как человека великого и славного.

- Златоуст рассуждает о причинах, почему ни один из апостолов, ближайших учеников Христа, не участвовал в его погребении, но не находит достаточных объяснений их отсутствия: «Быть может, кто-нибудь скажет, они боялись иудеев; но и те (Иосиф и Никодим) также одержимы были страхом».[14]
- Погребение Христа в новой гробнице Златоуст рассматривает как устроенное божьим промыслом доказательство истинности Воскресения Христа: «чтобы воскресение не могло быть приписано кому-нибудь другому, вместе с Ним лежащему». Доступное место расположение гробницы, стража, опечатывание гробницы — всё это Златоуст рассматривает как часть промысла, чтобы погребение Христа было для его учеников и врагов не менее действительным, чем воскресение.[14]

### Григорий Нисский
Григорий Нисский рассматривает погребение Христа как часть теории «божественного обмана», на которой он строил своё учение об искуплении. По его мнению, трёхдневное пребывание Иисуса «в сердце земли» было необходимым и достаточным сроком для того, чтобы Христос мог «выявить безумие» дьявола, то есть перехитрить, осмеять, обмануть его.

### Кирилл Иерусалимский
Кирилл Иерусалимский рассматривает погребение Иисуса в непосредственной связи, с последовавшим затем, по учению церкви, Его сошествием в ад. В своих проповедях, адресованных оглашенным, он пишет: «В каменном гробе Он был положен истинно, как человек, но ради Него камни расселись от страха». Особо Кирилл отмечает, что погребается Сын Божий чтобы изнутри разрушить «державу смерти».

### Протестантские богословы
В протестантском богословии вопрос погребения Иисуса Христа является менее проработанным. Однако значимость факта погребения в искупительной жертве Христа подчёркивает включение упоминания о нём в такие вероучительные документы протестантов как Аугсбургское исповедание (1530 год) и Формула согласия (1577 год).

## Богослужебное почитание
Погребение Иисуса Христа вспоминается в Православной и Католической церквях во время различных богослужений конца Страстной недели. Кроме этого упоминание о погребении Христа вошло в христианский Символ веры, начиная с его самой ранней апостольской редакции, а в 325 году на Первом Вселенском соборе было включено в Никео-Цареградский Символ веры («распятого за нас при Понтии Пилате, страдавшего и погребённого, воскресшего в третий день по Писаниям»).

### В Православной церкви
В Православной церкви погребение Христа вспоминается за богослужением Великой пятницы, но прослеживается и в литургических текстах Великой Субботы (соединяется с воспоминанием сошествия во ад). По словам протопресвитера Иоанна Мейендорфа: «вершина искупительного служения Иисуса Христа есть Его пребывание во гробе: тайна Великой Субботы. Литургическое действо выражает эту тайну много лучше умозрительных утверждений».

#### Вынос плащаницы
Вынос плащаницы, плата ткани с изображением тела мёртвого Иисуса Христа, снятого с креста, совершается на вечерне Великой Пятницы, которая обычно совершается днём.
Перед началом богослужения плащаница помещается в алтаре на престоле, читается Апостол и четыре евангельских отрывка, повествующих о смерти и погребении Иисуса. Во время службы при пении известного тропаря «Благообразный Иосиф, с древа снем Пречистое Тело Твое, плащаницею чистою обвив, и вонями во гробе нове покрыв положи» священник, совершив три земных поклона, поднимает плащаницу с престола и через северные врата выносит её на середину храма и полагает на приготовленной для неё «гробнице», которую по традиции украшают цветами. Вынос совершается в предшествии свещеносцев и диакона со свечой и кадилом. При соборном служении настоятель идёт под плащаницей, неся Евангелие над главой или в руках. Если священник один, то Евангелие несёт в левой руке диакон, держа в правой кадило, а если нет диакона, то кто-либо из благочестивых прихожан несёт Евангелие, завёрнутое в ткань. Затем после троекратного каждения вокруг Плащаницы, священнослужители совершают поклонение и целование плащаницы. Данные действия символически повторяют погребение Христа, описанное в Евангелиях.
После вечерни перед плащаницей совершается малое повечерие, на котором поётся Канон о распятии Господа и «На плач Пресвятой Богородицы» — песнопения, составленные в X веке Симеоном Логофетом. Затем после отпуста к поклонению и целованию плащаницы подходят прихожане. Плащаница находится в центре храма три неполных дня, напоминая верующим трёхдневное нахождение во гробе Иисуса Христа.

#### Церковная утварь
Некоторые используемые в Православной церкви предметы, символически связываются с погребением Иисуса Христа. К ним относятся:
- Антиминс — плат с зашитыми частицами мощей, без которого невозможно совершение литургии. На нём изображается положение Иисуса Христа во гроб. Антиминс освящается по особому чину только епископом.
- Престол — символизирует собою Гроб Господень, а также и самого Иисуса Христа, лежащего во гробе. При освящении престола углы его верхней доски (трапеза) в местах соединения со столпами заливаются воскомастикой (сплав воска, мастики, толчёного порошка мрамора, смирны, алоэ, ладана). Эти вещества, по толкования Симеона Солунского, «образуют погребение Спасителя, так как и самая трапеза образует живоносный Гроб Христов».[21]
- Дискос — символически изображает гроб, в котором было погребено тело Иисуса Христа, а также Вифлеемские ясли.

### В Католической церкви
В Католической церкви погребение Христа также вспоминается во время богослужения Великой пятницы. В этот день после Евхаристической литургии в завершение службы проводится так называемая «процессия ко Гробу Господню», во время которой Святые Дары переносятся из главной дарохранительницы храма, которая остаётся пустой, в боковую часовню, символически представляющую Гроб Господень, где и остаются до торжественного пасхального богослужения. Процессия символизирует снятие с Креста Тела Спасителя и Его погребение. В начале процессии предстоятель богослужения выставляет Дары на алтарь и совершает каждение, затем закрывает дароносицу специальной белой вуалью, символизирующей плащаницу, в которую было завёрнуто Тело Христа при погребении. Во время процессии хор без сопровождения музыкальных инструментов исполняет песнопения о Страстях Христовых.
Погребение Христа — заключительное, четырнадцатое стояние богослужения Крестного пути, проводящегося в дни Великого поста и, обязательно, в Великую пятницу.

## В изобразительном искусстве
Сюжет погребения Христа не следует путать с близким ему Оплакиванием Христа, где фигурируют те же персонажи. Разница между этими двумя иконографическими сюжетами очень тонкая: Оплакивание — это эмоциональная статичная ситуация, а Положение предполагает динамическое действие. Евангельское повествование также включает мотивы бальзамирования и пеленания тела перед погребением, но в изобразительном искусстве эти фазы обычно опускаются. Подчас можно встретить тему несения тела Христа, гроб в изображении ещё не фигурирует.
Иконография сюжета композиционно вариабельна. Действие обычно происходит перед пустой нишей (пещерой), или же внутри гробницы, через дверной проём которой виден пейзаж.
В живописи итальянского Возрождение чувствуется влияние античных рельефов: изображаются саркофаги простых очертаний на открытом месте, тело Иисуса покоится на плащанице. Прочие действующие лица: Иосиф Аримафейский изображается пожилым и держит полотнище у головы, Никодим обычно изображается в ногах, Богородица и апостол Иоанн (не упоминаемый как свидетель в Евангелиях) стоят рядом с телом, Магдалина может обнимать стопы Иисуса или поднимать руки в жесте горя. Также могут присутствовать иные святые жены.
Место хоронящих Иисуса людей также могут занять ангелы (особенно в искусстве Контрреформации). Ср. с иконографией «Муж скорбей», где ангелы придерживают израненное тело Христа, но не умершего, а живого, так как это является не сценой погребения, а аллегорическим изображением.
Изображение может объединяться с Воскресением, которое изображается в верхней половине полотна, с воскресшим Христом, часто в сопровождении ангелов, держащих орудия Страстей.
Для мастеров итальянского Возрождения особенно характерны произведения на этот сюжет, написанные Тицианом и Рафаэлем. Для католических храмов чрезвычайно типичными были скульптурные группы Погребения Христа, подчас выполненные с максимальной реалистичностью и появляющиеся со времён Средневековья.
В иконописи и православных фресках этот сюжет также встречается. Событие изображается в разных вариантах. Часто в каменном гробу представлен лежащий Спаситель, к его главе припадает Богоматерь, над телом склонились Иоанн Богослов и старец Иосиф, рядом стоят жены-мироносицы и Никодим. Иногда в центре на заднем плане изображён крест, на котором был распят Господь.